# Sinfonía n.º 103 (Haydn)

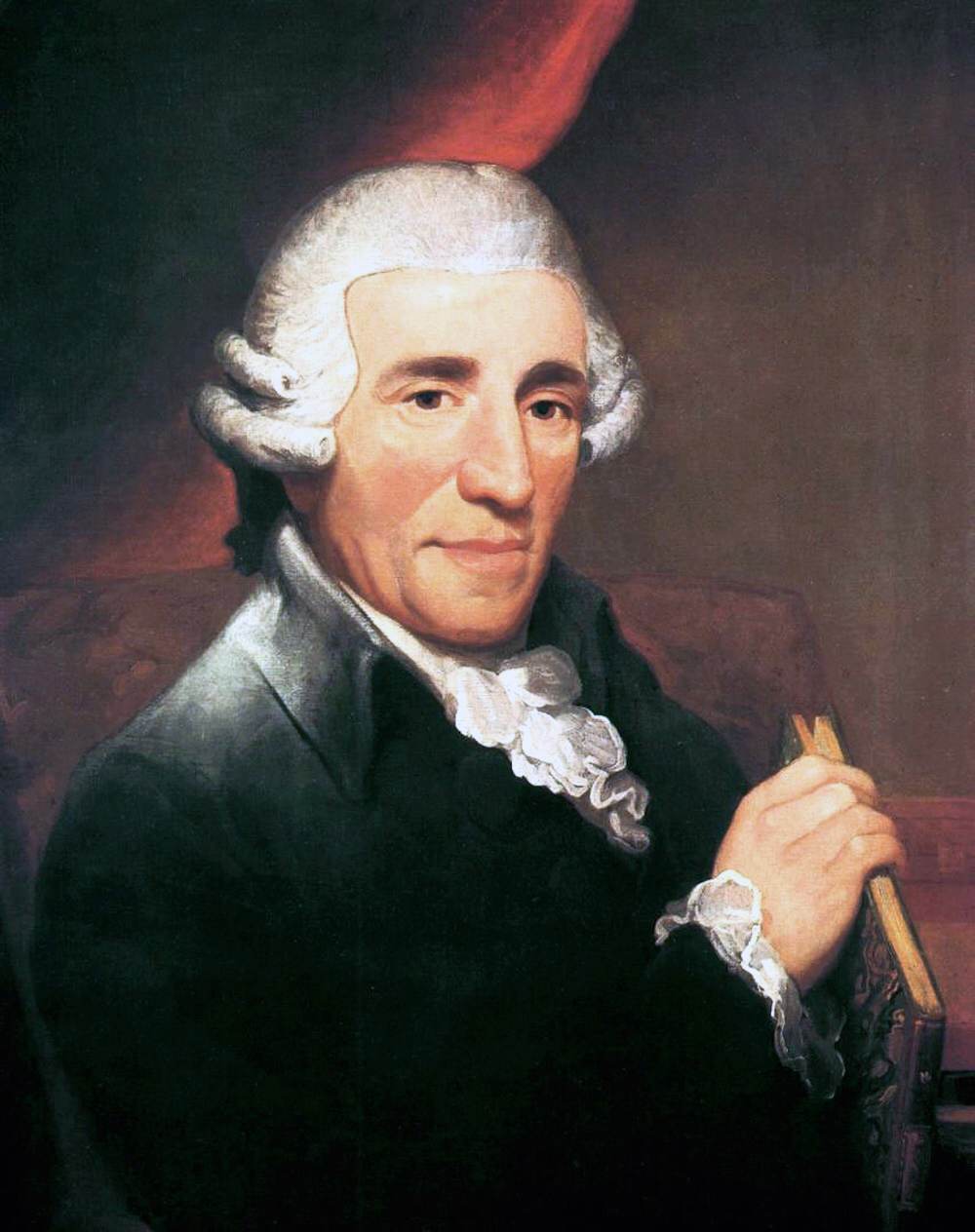
Haydn en 1791.

La Sinfonía n.º 103 en mi bemol mayor, Hob. I:103, también conocida como Redoble de timbal o en alemán mit dem Paukenwirbel, fue compuesta por Joseph Haydn en 1795. Es la decimoprimera de las denominadas Sinfonías de Londres (n.º 93 - 104).

## Historia

### Composición
La producción sinfónica del maestro austríaco puede dividirse a grandes rasgos en tres bloques temporales: el primer bloque (1757-1761) se corresponde con su periodo al servicio del conde Carl von Morzin (n.º 1 - n.º 5); el segundo bloque en la corte Esterházy (1761-1790 pero con la última sinfonía para el público de Esterházy en 1781); y el tercer bloque (1782-1795) comprende las Sinfonías de París (n.º 82 - n.º 87) y las Sinfonías de Londres (n.º 93 - n.º 104). El 1 de mayo de 1761 el compositor firmó su contrato como vice-kapellmeister (más tarde kapellmeister) de la familia Esterházy, que nominalmente duró 48 años, hasta su muerte.
La composición de esta pieza se desarrolló durante el invierno de 1794 y 1795 mientras residía en Londres. Se conserva la partitura manuscrita autógrafa. Haydn había sido compositor de la corte del príncipe Nicolás Esterházy durante 28 años cuando éste murió en 1790. El sucesor de Nicolás, su hijo Antón, no era un gran aficionado a la música y desmanteló en gran medida el entramado musical de la familia. El compositor se trasladó a Viena y no tardó en recibir numerosas ofertas de empleo. La más interesante procedía del violinista y empresario Johann Peter Salomon, que le ofreció una considerable suma de dinero para presentar varias obras nuevas en una serie de conciertos en Inglaterra, en lo que sería su primer viaje fuera de Austria. Su primera estancia en Londres, que fue un gran éxito según todos los testimonios, empezó el 1 de enero de 1791 y finalizó en julio de 1792 con su regreso a Viena. Con motivo de este viaje el compositor escribió una primera serie de seis sinfonías "londinenses" (n.º 93 - 98).
Tras su glorioso primer viaje a Inglaterra, Haydn se enfadó y se desanimó en Viena, donde el príncipe Antón había trasladado la corte. Aunque seguía siendo el kapellmeister oficial de Esterházy y con sueldo completo, no tenía obligaciones. La prensa no se hizo eco de su regreso ni de su gran éxito en el extranjero. Su querido Mozart había muerto y su esposa se comportaba de manera más enfermiza que nunca, al estilo de Jantipa. Además había pasado un desagradable año con el joven y descarado Beethoven, que había venido de Bonn para estudiar con él. Beethoven le dejó claro que Mozart habría sido su primera opción si aún viviera. Por eso, cuando Johann Peter Salomon invitó a Haydn a volver a Inglaterra para dos temporadas más de conciertos, estaba preparado. Consiguió el permiso del príncipe Antón (que le mantenía en nómina como trofeo) y partió de Viena el 19 de enero de 1794, acompañado por su copista y devoto factótum, Joseph Elssler. Ya había completado la n.º 99, así como algunas partes de las n.º 100 y 101. Llegó a Inglaterra en febrero de 1794 y durante los meses siguientes ofreció una nueva temporada de doce conciertos en Hanover Square Concert Rooms, donde una orquesta experta ahora incluía clarinetes. La n.º 103 es la quinta dentro de la segunda serie de seis sinfonías "londinenses" (n.º 99 - 104) escritas por Haydn para su segunda visita a Inglaterra. 
El sobrenombre Redoble de timbal es debido al prolongado redoble que se hace con el timbal al comenzar la obra.

### Estreno y publicación

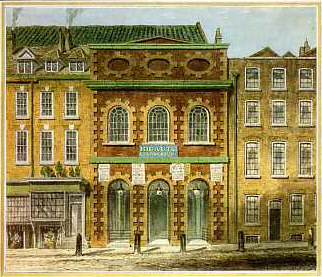
King's Theatre de Londres, lugar del estreno.

El estreno se celebró el 2 de marzo de 1795 en King's Theatre en Londres. Formó parte de una serie de conciertos denominados Conciertos de la ópera (Opera Concerts) que tenían lugar en el King's Theatre bajo la dirección del célebre violinista y compositor italiano Giovanni Battista Viotti. La plantilla orquestal, inusualmente grande para la época, estaba conformada por 60 intérpretes. La dirección fue compartida entre el concertino Viotti y el propio compositor sentado al fortepiano.
Después del estreno londinense, todavía en 1795, Haydn volvió a Viena y llevó a cabo una ligera revisión de la sinfonía para dejarla un tanto comprimida. Realizó un pequeño corte en el último movimiento y eliminó trece compases muy cerca del final, que hoy en día se suele respetar por los directores. Esta versión revisada se estrenó en Viena el 21 de septiembre de 1795.
La primera edición fue llevada a cabo en 1799 por el editor Johann André en Offenbach que publicó las partes. La partitura completa fue publicada por Pleyel en París hacia 1802.

## Instrumentación
La partitura está escrita para una orquesta formada por:
- Viento madera: 2 flautas, 2 oboes, 2 clarinetes y 2 fagotes.
- Viento metal: 2 trompas y 2 trompetas.
- Percusión: timbales.
- Cuerda: una sección de cuerdas con 2 violines, viola, violonchelo y contrabajo.

En cuanto a la participación del clavecín como bajo continuo en las sinfonías de Haydn existen diversas opiniones entre los estudiosos: James Webster se sitúa en contra; Hartmut Haenchen a favor; Jamie James en su artículo para The New York Times presenta diferentes posiciones por parte de Roy Goodman, Christopher Hogwood, H. C. Robbins Landon y James Webster. A partir de 2019 la mayor parte de las orquestas con instrumentos modernos no utiliza el clavecín como continuo. No obstante, existen grabaciones con clavecín en el bajo continuo realizadas por: Trevor Pinnock (Sturm und Drang Symphonies, Archiv, 1989-1990); Nikolaus Harnoncourt (n.º 6–8, Das Alte Werk, 1990); Sigiswald Kuijken (incluidas las Sinfonías de París y Londres; Virgin, 1988-1995); Roy Goodman (Ej. n.º 1-25, 70-78, 82-87; Hyperion, 2002).
Numerosas fuentes muestran que Haydn dirigió sus sinfonías en los conciertos de Londres inicialmente desde el clavecín y a partir de 1792 desde el pianoforte, como era la práctica interpretativa de la época. Esto indica el uso de un instrumento de teclado (es decir, clavecín o pianoforte) como continuo en las Sinfonías de Londres. Incluso James Webster, uno de los principales detractores del uso del clavecín como continuo, excluye las sinfonías londinenses de su idea de que Haydn no empleó clavecín u otro instrumento de teclado para tocar el continuo. "Y, por supuesto, el argumento se refiere exclusivamente a las sinfonías anteriores a Londres y a las interpretaciones fuera de Inglaterra".

## Estructura y análisis
La sinfonía consta de cuatro movimientos:
- I. Adagio 3
4 – Allegro con spirito, en mi bemol mayor 6
8
- II. Andante più tosto allegretto, en do menor 2
4
- III. Menuet – Trio, en mi bemol mayor 3
4
- IV. Finale. Allegro con spirito, en mi bemol mayor 2
2

La interpretación de esta obra dura aproximadamente entre 25 y 30 minutos. 

### I.Adagio – Allegro con spirito
El primer movimiento, Adagio – Allegro con spirito, está escrito en la tonalidad de mi bemol mayor, en compás de 3/4 que en el Allegro pasa a 6/8 y sigue la forma sonata. El movimiento de apertura es el que da su sobrenombre a la sinfonía debido al redoble de timbal con el que empieza. En la partitura original este inicio aparece titulado “Intrada”, pero como no hay indicaciones dinámicas la intensidad del redoble depende de cada interpretación. A veces empieza fortissimo y se apaga gradualmente en un diminuendo; otras veces empieza en pianissimo, luego aumenta de volumen progresivamente con un crescendo para volver a apagarse. Sea como fuere, el redoble da paso a una introducción lenta, marcada Adagio, en la que los instrumentos graves tocan un tema sombrío y un tanto siniestro. Algunos estudiosos han apuntado que las primeras cuatro notas de dicho tema encajan con las de la melodía del canto medieval Dies irae, que forma parte de la misa latina de difuntos. El ambiente se va aclarando poco a poco, dando paso a una música más animada con un tema dulce, similar a un vals. El musicólogo H. C. Robbins Landon señala que al comienzo del tema hay una ambigüedad entre ritmo binario y ternario, así como entre las tonalidades de do menor y mi bemol mayor, que finalmente prevalece. Tras la introducción llega el cuerpo principal del movimiento, marcado Allegro con spirito, que está escrito en animado 6/8 y en forma sonata. La exposición es monotemática. La sección de desarrollo es amplia e incorpora un sorprendente retorno de la inquietante música inicial, con un redoble de timbales que da paso a un cierre chispeante. En varios lugares se reexpone el tema de la introducción en un tempo más rápido. También reexpone parte de la introducción en la coda, un procedimiento formal adoptado con anterioridad por Mozart en su Quinteto de cuerda K. 593 de 1790. Beethoven hizo lo mismo en su Sonata para piano n.º 8 "Patética" de 1797.

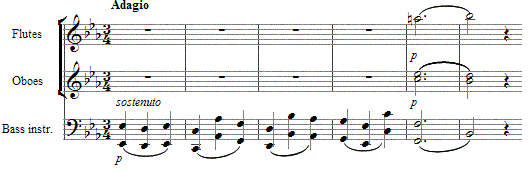
Tema inicial

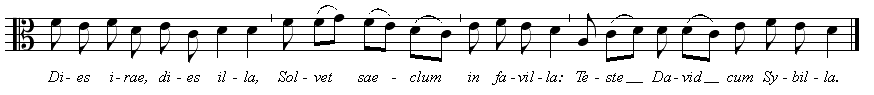
Melodía del Dies irae.

### II.Andante più tosto allegretto
El segundo movimiento, Andante più tosto allegretto, está en do menor y en compás de 2/4. El movimiento lento adopta la forma de variación doble. Los temas en los que se basan las variaciones provienen de un par de canciones populares probablemente de origen croata, que Haydn sin duda había escuchado en su Austria natal. Ambos temas son similares, varían alternativamente entre la tonalidad de do menor y do mayor más una coda. Son presentados en una majestuosa entrada para las cuerdas. Cada una de las melodías se somete a un par de variaciones, incluyendo una de particular dramatismo en la que intervienen trompetas y timbales; otra encantadora para maderas a la que responden las cuerdas. Incorpora asimismo un florido solo de violín escrito para Giovanni Battista Viotti, que era el director de los Conciertos de la Ópera. Las dobles variaciones habían sido la forma musical favorita del compositor durante unos veinte años. Junto con el Trío para piano, Hob. XV:23 del mismo año, fue la última serie que escribió.

### III.Menuet – Trio
El tercer movimiento, Menuet – Trio, está en mi bemol mayor y en compás de 3/4. El minueto es distendido. El trío muestra un hermoso doblaje de las cuerdas por parte de los vientos madera. Este movimiento fue elegido por Charles Rosen en The Classical Style para ilustrar el hecho de que los minuetos del Clasicismo a menudo tenían muy marcados los primeros pulsos de cada compás, a diferencia del ritmo más fluido del minueto barroco.

### IV.Finale. Allegro con spirito
El cuarto y último movimiento, Finale. Allegro con spirito, retoma la tonalidad inicial y el compás es alla breve. El Finale responde a una forma rondó sonata en tempo rápido con una exposición monotemática. Empieza, como el movimiento inicial, con un ademán casi ritual, en este caso un toque de la trompa seguido por un silencio que es repetido como acompañamiento del tema y evocado a lo largo del movimiento. Al igual que los temas del Andante, la melodía inicial parece haber sido tomada de una canción popular croata denominada "Divojčica potok gazi" ("Una niña deja sus huellas en el arroyo"). La combinación de los toques de trompa y una centelleante melodía de violín que se escucha en la apertura sostiene toda la pieza, que es discreta, pero sutil y encantadora.
Haydn hizo en este movimiento algo inusual en su trayectoria; alteró el Finale una vez completada y estrenada la sinfonía. Eliminó trece compases muy cerca del cierre de la obra. La partitura autógrafa original aún conserva esta música, en la cual modula a do bemol mayor e incluye un silencio de dos compases; con las indicaciones dinámicas piano y pianissimo. Robbins Landon sugiere que el compositor eliminó el pasaje porque "frenaba el curso del movimiento". En ocasiones la sinfonía se interpreta incluyendo este pasaje suprimido; por ejemplo, en versiones grabadas por Antal Doráti y Frans Brüggen.

## Recepción de la obra
La música de Haydn era muy popular en Inglaterra antes de que viajara allí y los aficionados musicales británicos llevaban tiempo demandando una visita del compositor austriaco. La recepción del compositor en Inglaterra fue de hecho muy entusiasta y las visitas al país fueron uno de los periodos más fructíferos y felices de la vida del compositor. El estreno en Londres supuso sin lugar a dudas un enorme éxito inmediato, llegando a requerir un bis del segundo movimiento. 
El acontecimiento fue descrito por un crítico del periódico The Morning Chronicle del 3 de marzo de 1795 de la siguiente manera:

«Otra nueva Obertura [i.e., sinfonía], por el fértil y encantador Haydn, fue interpretada; la cual, como viene siendo habitual, tenía continuos toques de genialidad, tanto en el aire como en la armonía. La Introducción captó la mayor atención, el Allegro cautivó, el Andante recibió un bis, los Minuetos, especialmente el trío, fueron juguetones y dulces y el último movimiento fue igual, sino superior al precedente.»

El periódico The Sun escribió al respecto:

«La nueva obertura de Haydn fue muy aplaudida. Es una fina mezcla de grandiosidad y elegancia [...] el segundo movimiento fue interpretado de nuevo.»

Desde su estreno ha sido una de las favoritas entre las sinfonías de Haydn y se realizan grabaciones e interpretaciones con frecuencia en la actualidad. 
En 1831 Richard Wagner efectúo un arreglo para piano de la sinfonía.